# ساخت افزودنی فراصوت

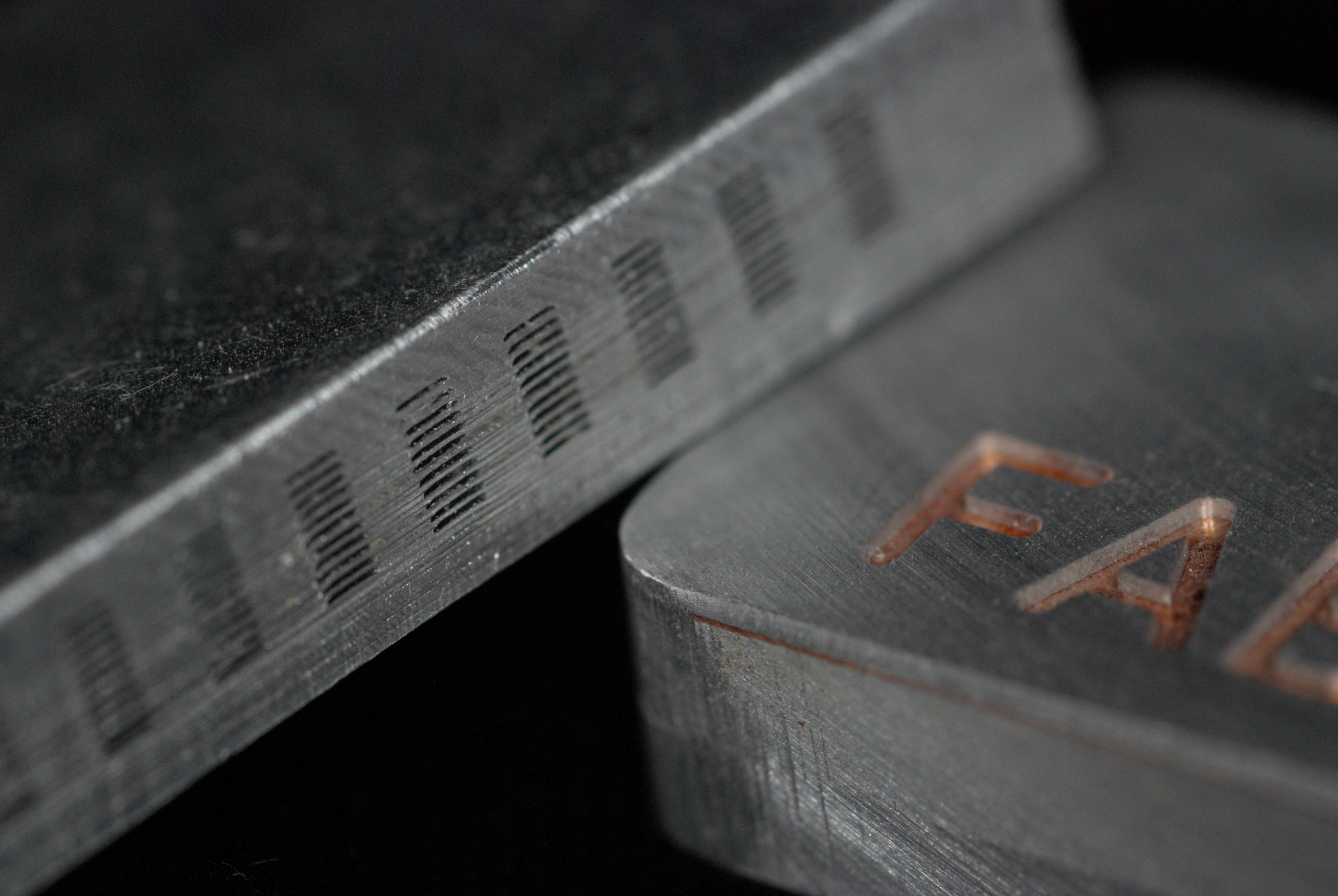
مثالهای قسمت UAM: مبدل حرارتی میکرو و قسمت فلزی غیرمشابه با آلومینیوم و مس.

تلفیق فرا صوت (UC) یا ساخت افزودنی فراصوت (UAM)
فرایند افزودنی حاصل از جوشکاری التراسونیک روشی کارآمد برای تولید کارهای پیچیده را فراهم می کند ، از جمله قطعات با اجزای تعبیه شده و حتی قطعات ساخته شده از فلزات غیر مشابه.یک روش تولید افزودنی یا چاپ سه بعدی برای فلزات در دمای پایین است.

## مقدمه
تولید افزودنی التراسونیک (UAM) ، فرایندی که توسط شرکت Fabrisonic توسعه یافته است ، با ترکیب و جایگذاری نوارهای فلزی ، قطعات فلزی را ایجاد می کند. عملیات بر روی یک ماشین هیبریدی انجام می شود که قادر است قطعه را با افزایش ساخت مواد افزودنی CNC ایجاد کند. ساختن با انباشته شدن نوارهای فلزی ، سرعت ساخت سریع را امکان پذیر کرده و باعث می شود قطعات بزرگ ساخته شوند.

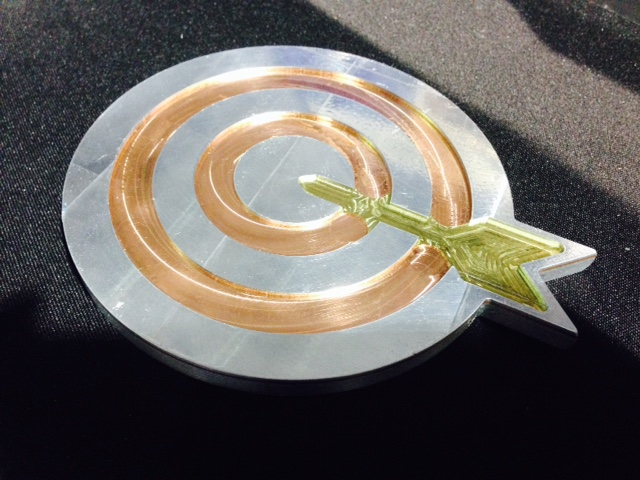
اتصال چند فلز به یک قسمت منفرد فلزات مس، برنج و آلومینیوم هستند.

UAM توانایی اتصال چندین نوع فلز به یکدیگر را دارد، به عنوان مثال قابلیت اتصال فلزات متفاوت، بدون تشکیل یا ایجاد حتی یک پیوند بین‌فلزی را دارد. و اجازه می‌دهد تا مواد حساس به دما را در دمای نسبتاً پایین ترکیب کنیم.
جوش حالت جامد همچنین روشی مناسب برای اتصال فلزات غیر مشابه بدون ایجاد متالورژی شکننده فراهم می کند. برای تمام فلزات ، دمای اتصال زیر دمای ذوب آنها است. یک سطح بیرونی فلز سخت را می توان بر روی سازه ای ساخته شده از فلز سبک تر ساخت تا قطعه ای با دوام و وزن سبک فراهم کند. یا ، دو فلز بسیار متفاوت - مثلاً تیتانیوم و آلومینیوم می توانند در لایه های بهم ریخته ترکیب شوند و ساختاری ایجاد کنند که خصوصیات هر دو را دربربگیرد.

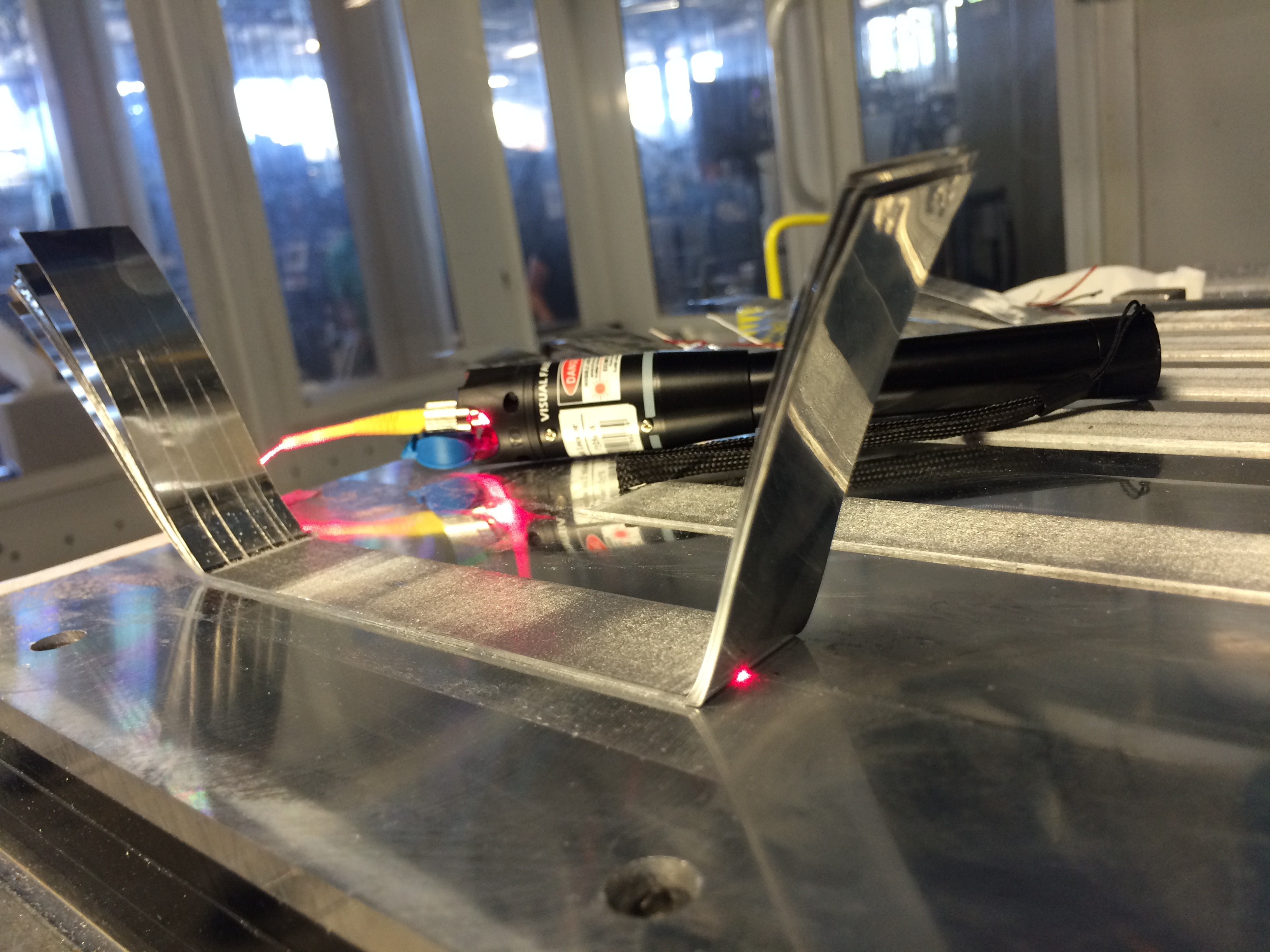
جاسازی کابل فیبر نوری حساس به دما.

## تاریخچه
فرایند تولید افزودنی التراسونیک یا افزودنی التراسونیک توسط Dawn White اختراع و ثبت شد. در سال ۱۹۹۹، وایت Solidica Inc را برای فروش تجهیزات تجاری UAM - مجموعه ماشین آلات شکل دهنده تأسیس کرد. نزدیک سال ۲۰۰۷، مؤسسه جوشکاری ادیسون (EWI) و Solidica همکاری خود را برای طراحی مجدد ابزار جوشکاری جهت رفع محدودیت‌های پیوند و افزایش کیفیت و گستره فلزات قابل جوشکاری آغاز کردند، که فرایند UAM با قدرت بسیار بالا خوانده می‌شد. در سال ۲۰۱۱، Fabrisonic LLC برای تجارت فرایند بهبود یافته UAM، مجموعه دستگاه SonicLayer را تشکیل شد.

## روند
مانند اکثر فرایندهای تولید افزودنی، UC هم مستقیماً از یک مدل CAD موجود اشیا را ایجاد می‌کند. سپس ورقه به صورت لایه‌هایی «تکه‌تکه» می‌شود که منجر به تولید ورقه STL می‌شود؛ که توسط دستگاه UC می‌تواند برای ساختن شی مورد نظر، به‌طور لایه به لایه استفاده شود.
در UAM ، مواد ذوب نمی‌شوند ، بلکه در عوض از طریق جوشکاری مافوق صوت به هم متصل می شوند. در این جوشکاری از موج با فرکانس بالا برای پیوستن به سطوح در حالیکه فلز جامد است، استفاده می شود. با جوشکاری لایه به لایه بر روی هر لایه از این طریق ، قطعات جامد ساخته میشوند. در حالی که تحت موج فراصوت با فرکانس بالا و فشار ثابت است ، حرکت اولتراسونیک اکسیدها را از طریق اصطکاک می شکند و تماس مستقیم فلز با فلز را امکان پذیر می کند.
این روند تکرار می شود تا زمانی که یک قطعه جامد ساخته شود. سپس می توان از فرز کانتور CNC برای بدست آوردن تلرانس های مورد نیاز و بهینه سازی سطح برای قطعات استفاده کرد.
فرایند حالت جامد امکان تعبیه حسگرها یا اشیا دیگر را در قطعات جامد آسان می کند. با افزودن شی تعبیه شده ، ساخت به سادگی متوقف می شود ، سپس ساخت و ساز همچنان در داخل آن مهر و موم می شود.
روند کلی تولید به شرح زیر است:

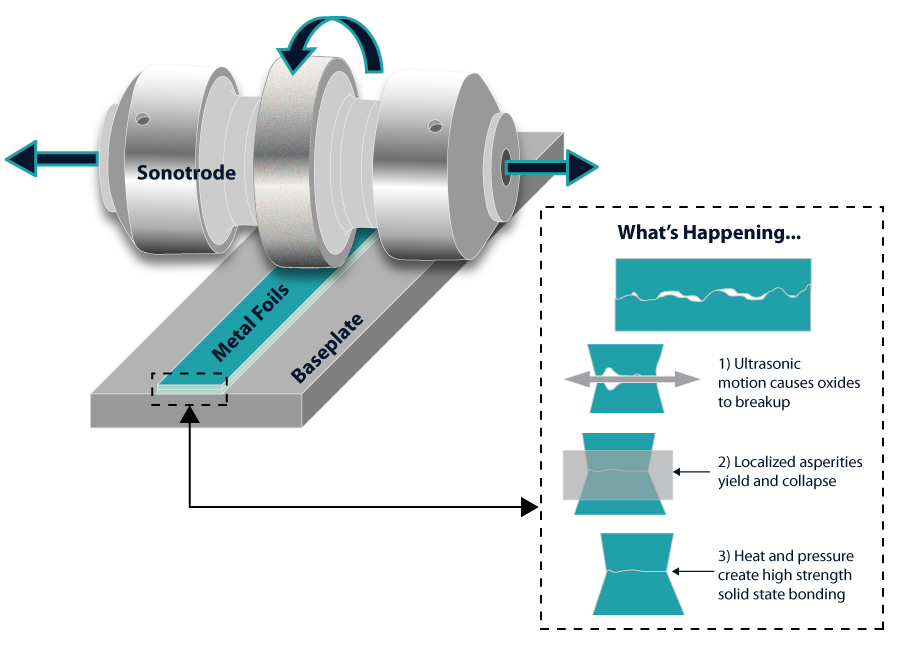
شماتیک فرایند تلفیق فراصوت (UC) یا ساخت افزودنی فراصوت (UAM).

- یک صفحه پایه روی سندان دستگاه قرار می‌گیرد و در جای خود محکم‌می‌شود.
- سپس زیر سونوتراد فویل فلزی کشیده می‌شود که از طریق نیروی عادی و امواج فراصوت فشار وارد می‌کند و به صفحه متصل می‌شود.
- این فرایند سپس تکرار می‌شود تا جایی که ناحیه مورد نیاز توسط مواد تلفیقی فراصوت پوشانده شود.
- سپس از CNC برای برش فویل اضافی از جز و دستیابی به هندسه مورد نیاز استفاده می‌شود.
- چرخه رسوب و اصلاح تا رسیدن به ارتفاع مشخص تکرار می‌شود (به‌طور معمول ۳–۶) میلی‌متر)
- در این ارتفاع از ساینده نهایی نرم تر برای ایجاد تحمل مورد نیاز و پرداخت سطح قطعه استفاده می‌شود.
- چرخه رسوب، اصلاح و پرداخت تا تولید شی ادامه دارد. در آن زمان آن را از سندان برداشته و ماده نهایی را از صفحه پایه خارج می‌کنیم.[۵]

## UAM vs other AM techniques
UAM به عنوان یک فرایند حالت جامد ، چندین مزیت نسبت به سایر تکنیک های موجود AM دارد. به عنوان مثال ، بیشتر فرایندهای AM نیاز به سطح خاصی از تبدیل فاز مواد دارند که از مواد اولیه تا هندسه شکل نزدیک به شبکه شروع می شود. این محدوده مواد قابل رسوب را محدود می کند. در مقایسه با UAM ، رسوب لایه با استفاده از پیوند حالت جامد حاصل می شود. پیوندهای متالورژی بین لایه ها از طریق فراصوت بدون تولید فلز مذاب در رابط حاصل می شود  ، و این اجازه می دهد تا طیف گسترده ای از مواد مشابه و غیر مشابه ته نشین شود. همچنین ، UAM دارای سرعت رسوب بالاتر در مقایسه با سایر فرایندهای AM به دلیل ورودی گرمای کم در هر حجم رسوب شده و اتلاف گرما سریعتر است . با توجه به پیوند حالت جامد در UAM ، تنشهای باقیمانده در مقایسه با رسوب مستقیم فلز ، که شامل تحول جامد مایع است ، به طور قابل توجهی کاهش می یابد. تنشهای باقیمانده زیاد در نتیجه چرخه حرارتی - خنک کننده سریع گرمایش و خنک سازی در حین پردازش است. در یک فرایند ایده‌آل AM ، میدان تنش به دلیل تعداد و الگوی منبع حرارت و انتقال گرما بسیار پیچیده تر است. برای قطعات AM ، تنشهای پسماند کششی بالا معمولاً روی سطح سازه فلزی است که می تواند بر خصوصیات مکانیکی تأثیر بگذارد. اثر این تنش ها را می توان از طریق روش های درون فرایند یا پس پردازش کاهش داد. از نظر کاربردها ، هندسه های پیچیده ای مانند کانال های داخلی و فضاهای خالی را می توان با استفاده از UAM ساخت. این مورد برای کاربردهایی مانند کانال های سه بعدی برای خنک سازی میکروکانال و کانال های خنک کننده برای قالب ها مورد بررسی قرار گرفته است. همچنین ، در حین پردازش UAM ، می توان روند ساخت را قطع کرده و ماشینکاری بعدی را انجام داد. این در حالی که از سایر تکنیک های ساخت استفاده می شود بسیار دشوار است. تقابل اصلی دیگر بین UAM و سایر تکنیک ها ، جاسازی مواد مانند الیاف نوری در اجزای فلزی است. به عنوان مثال ، تعبیه الیاف نوری SiC و فیبرهای نوری تک حالت (SM) در ماتریس های Al3003 و Al6061 توسط Li و Soar با موفقیت گزارش شده است . این امر در سایر روشهای AM به دلیل دمای بالا در هنگام پردازش امکان پذیر نیست. شایان ذکر است که دستیابی به این مزایا از طریق UAM مستلزم درک پارامترهای مختلف فرایند و تأثیر آنها بر ریزساختارها و خصوصیات حاصل از آن است. بخش بعدی برخی از پارامترهای مهم فرایند UAM را برجسته می کند.